# Kurkinskij rajon
Il Kurkinskij rajon (in russo Куркинский район?) è un rajon dell'Oblast' di Tula, in Russia. Istituito nel 1924, il capoluogo è Kurkino.